# Russy (Calvados)
Russy és un municipi francès situat al departament de Calvados i a la regió de Normandia. L'any 2007 tenia 168 habitants.

## Demografia

### Població
El 2007 la població de fet de Russy era de 168 persones. Hi havia 59 famílies de les quals 15 eren unipersonals (11 homes vivint sols i 4 dones vivint soles), 11 parelles sense fills, 26 parelles amb fills i 7 famílies monoparentals amb fills.
La població ha evolucionat segons el següent gràfic:
Habitants censats

### Habitatges
El 2007 hi havia 87 habitatges, 60 eren l'habitatge principal de la família, 24 eren segones residències i 2 estaven desocupats. 83 eren cases i 4 eren apartaments. Dels 60 habitatges principals, 46 estaven ocupats pels seus propietaris, 10 estaven llogats i ocupats pels llogaters i 4 estaven cedits a títol gratuït; 1 tenia una cambra, 2 en tenien dues, 5 en tenien tres, 10 en tenien quatre i 42 en tenien cinc o més. 50 habitatges disposaven pel capbaix d'una plaça de pàrquing. A 23 habitatges hi havia un automòbil i a 32 n'hi havia dos o més.

### Piràmide de població
La piràmide de població per edats i sexe el 2009 era:
| Homes | Edats   | Dones |
| ----- | ------- | ----- |
| 0     | 95 o +  | 0     |
| 0     | 90 a 94 | 0     |
| 0     | 85 a 89 | 4     |
| 4     | 80 a 84 | 0     |
| 0     | 75 a 79 | 4     |
| 0     | 70 a 74 | 0     |
| 0     | 65 a 69 | 4     |
| 4     | 60 a 64 | 0     |
| 0     | 55 a 59 | 12    |
| 12    | 50 a 54 | 4     |
| 8     | 45 a 49 | 4     |
| 4     | 40 a 44 | 4     |
| 12    | 35 a 39 | 4     |
| 8     | 30 a 34 | 12    |
| 4     | 25 a 29 | 0     |
| 12    | 20 a 24 | 0     |
| 4     | 15 a 19 | 4     |
| 8     | 10 a 14 | 4     |
| 0     | 5 a 9   | 8     |
| 8     | 0 a 4   | 0     |

## Economia
El 2007 la població en edat de treballar era de 109 persones, 88 eren actives i 21 eren inactives. De les 88 persones actives 83 estaven ocupades (49 homes i 34 dones) i 6 estaven aturades (6 dones i 6 dones). De les 21 persones inactives 10 estaven jubilades, 9 estaven estudiant i 2 estaven classificades com a «altres inactius».

### Ingressos
El 2009 a Russy hi havia 67 unitats fiscals que integraven 186 persones, la mediana anual d'ingressos fiscals per persona era de 17.667 €.

### Activitats econòmiques
Dels 6 establiments que hi havia el 2007, 2 eren d'empreses de construcció, 1 d'una empresa d'hostatgeria i restauració, 1 d'una empresa financera, 1 d'una empresa immobiliària i 1 d'una empresa classificada com a «altres activitats de serveis».
Dels 2 establiments de servei als particulars que hi havia el 2009, 1 era un paleta i 1 fusteria.
L'any 2000 a Russy hi havia 8 explotacions agrícoles que ocupaven un total de 484 hectàrees.

## Poblacions més properes
El següent diagrama mostra les poblacions més properes.